# Gornji Matejevac
Gornji Matejevac (em cirílico: Горњи Матејевац) é uma vila da Sérvia localizada no município de Pantelej, pertencente ao distrito de Nišava, na região de Ponišavlje. A sua população era de 2482 habitantes segundo o censo de 2011.

## Demografia
| 1948 | 1953 | 1961 | 1971 | 1981 | 1991 | 2002 | 2011 |
| ---- | ---- | ---- | ---- | ---- | ---- | ---- | ---- |
| 4058 | 4171 | 4146 | 3140 | 3101 | 2924 | 2647 | 2482 |